# لورنس غراف
لورنس غراف (بالإنجليزية: Laurence Graff)‏ هو صائغ ‏ بريطاني، ولد في 13 يونيو 1938 في ستيبني في المملكة المتحدة.